# Villa Sainte-Marie (Fontainebleau)
Pour l’article homonyme, voir Villa Sainte-Marie (Paris).
La villa Sainte-Marie est une ancienne demeure du XIXe siècle située entre Fontainebleau et Avon, en France. Propriété bourgeoise, son portail provient du centre-ville de Fontainebleau.

## Situation et accès
L'édifice était territorialement situé au nord-est de la ville Fontainebleau, mais son entrée principale était située au no 11 de l'avenue du Chemin-de-Fer (actuellement, Franklin-Roosevelt), au nord-ouest d'Avon. Plus largement, il se trouvait dans le département de Seine-et-Marne. Cette particularité est partagée avec la villa des Roses.

## Histoire
La villa Sainte-Marie est construite par François-Marin Debussy,. Son parc englobe une partie de l'ancien chemin de Samois, dont un tronçon subsiste (à la fin du XIXe siècle du moins) près de la place Orloff et qui séparait autrefois la plaine du Roussillon, territoire de Fontainebleau, de celui de la commune d'Avon. Debussy acquit par ailleurs un portail en grès, provenant de l'entrée d'une cour commune dans la rue des Bons-Enfants, à Fontainebleau, qui est achetée par Ronsin avec les maisons qui l'entouraient pour y créer le passage des Bons-Enfants. Jusqu'à son rachat, le portail était accompagné d'un écriteau avec l'inscription « Portail à vendre », une situation qui pu susciter certains amusements des passants.
La propriété est par la suite acquise par Edmond Dollfus durant l'été 1881 pour 237 000 francs dont 225 000 francs pour la villa même,. La villa fait partie des propriétés bourgeoises et villas d'Avon qui se développent progressivement autour de cette avenue qui va vers Fontainebleau,.
Aux premières heures de l'Occupation de la France par l'Allemagne pendant la Seconde Guerre mondiale, après la signature de l'armistice, l'école des métiers Uruguay-France (ayant pour directrice Caudrelier) s'installe provisoirement dans la villa, avec une reprise des cours le 1er octobre uniquement pour les externes, en attente de la restitution des locaux à l'école,. Elle est finalement démolie en 1976.

## Structure
En 1881, l'étude de l'avoué Ernest Hardy en donne la description suivante :

« [...] ayant son entrée sur l'avenue du Chemin-de-Fer par une avenue plantée de peupliers et de charmilles et une sortie sur la forêt de Fontainebleau, consistant en une grande maison d'habitation élevée sur sous-sol d'un rez-de-chaussée avec deux perrons et deux étages ; un pavillon d'habitation élevé sur caves d'un rez-de-chaussée et d'un étage ; logement de jardinier, constructions servant de remises et écuries avec chambres de domestiques au-dessus, sellerie, basse-cour, serre, parc et jardin potagers, avenue de peupliers et de charmilles conduisant de l'avenue du Chemin-de-Fer à ladite propriété ; ladite propriété entièrement close de murs sauf pour la partie de l'ancien chemin du Roussilon qui traverse ladite avenue, d'une contenance totale de un hectare  [sic] 60 ares 5 centiares d'après les titres et un hectare 53 ares 43 centiares d'après mesurage »

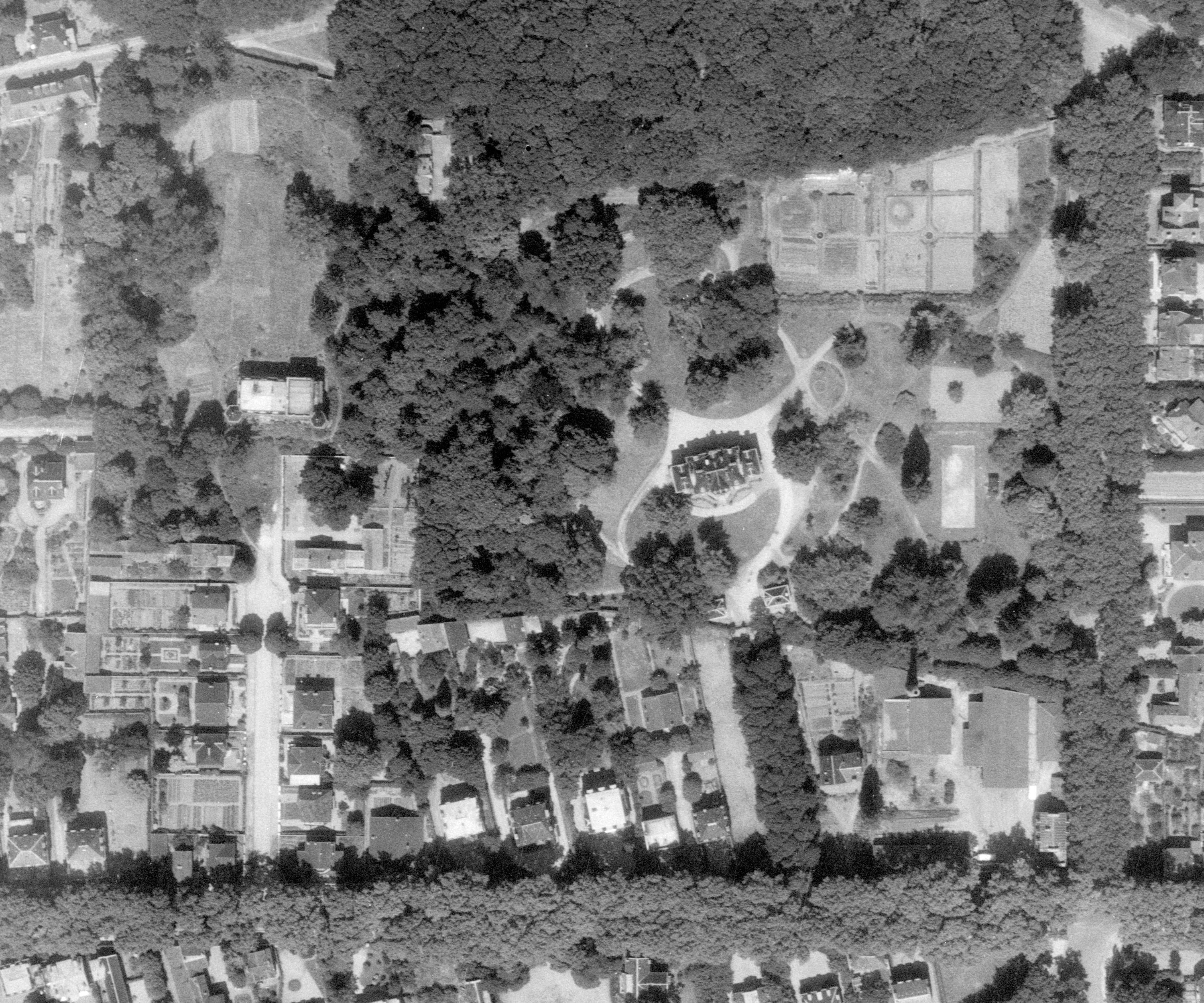
Vue orthophotographique des domaines des villas Sainte-Marie (gauche) et des Roses (droite) entre l'avenue de la Gare (actuellement, Franklin-Roosevelt) et la forêt, en mai 1947 (nord en haut, à droite).
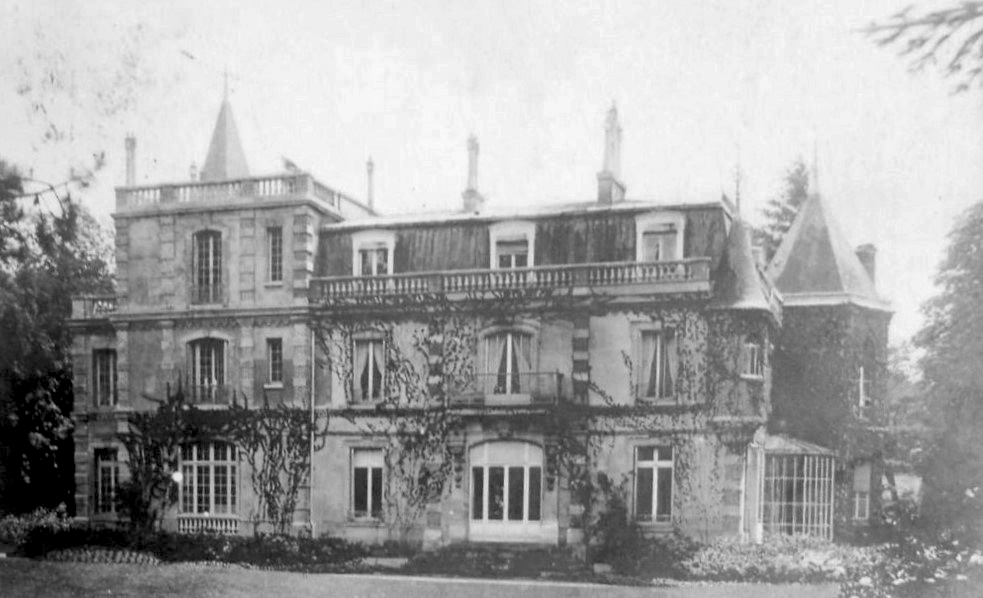
Façade nord-ouest de la villa depuis les jardins, au tournant du XXe siècle.